# Пуэйрредон (станция метро)
«Пуэйрредон» (исп. Pueyrredón) —  станция Линии B метрополитена Буэнос-Айреса. Станция расположена между станциями «Пастеур» и «Карлос Гардель». Станция расположена под улицей Авенида Корриентес на её пересечении с улицей Авенида Пуэйрредон в районе Бальванера. Станция была открыта 22 июня 1931 года на первом участке линии B, открытом между станциями Федерико Лакросе и Кальяо. С 6 декабря 2010 года, станция стала пересадочной на станцию Корриэнтес линии метро H.

## Декорации
Станция имеет фреску в своей южной платформе, под названием Los elementos автора Хуана Доффо созданную в 1991 году, и две другие фрески того же года, одна из них созданная Германом Гаргано под названием Santuario, а другая называется Subcielo de Buenos Aires.

## Достопримечательности
Они находятся в непосредственной близости от станции:
- Комиссариат N°7 Федеральная полиция Аргентины
- Общая начальная школа Коммуны Nº 14 Хуа́н Марти́н де Пуэйрредо́н и О’До́ган
- Общая начальная школа Коммуны Nº 16 Президент Митре
- Столичная школа драматического искусства
- Библиотека центра образования de Población

## Галерея

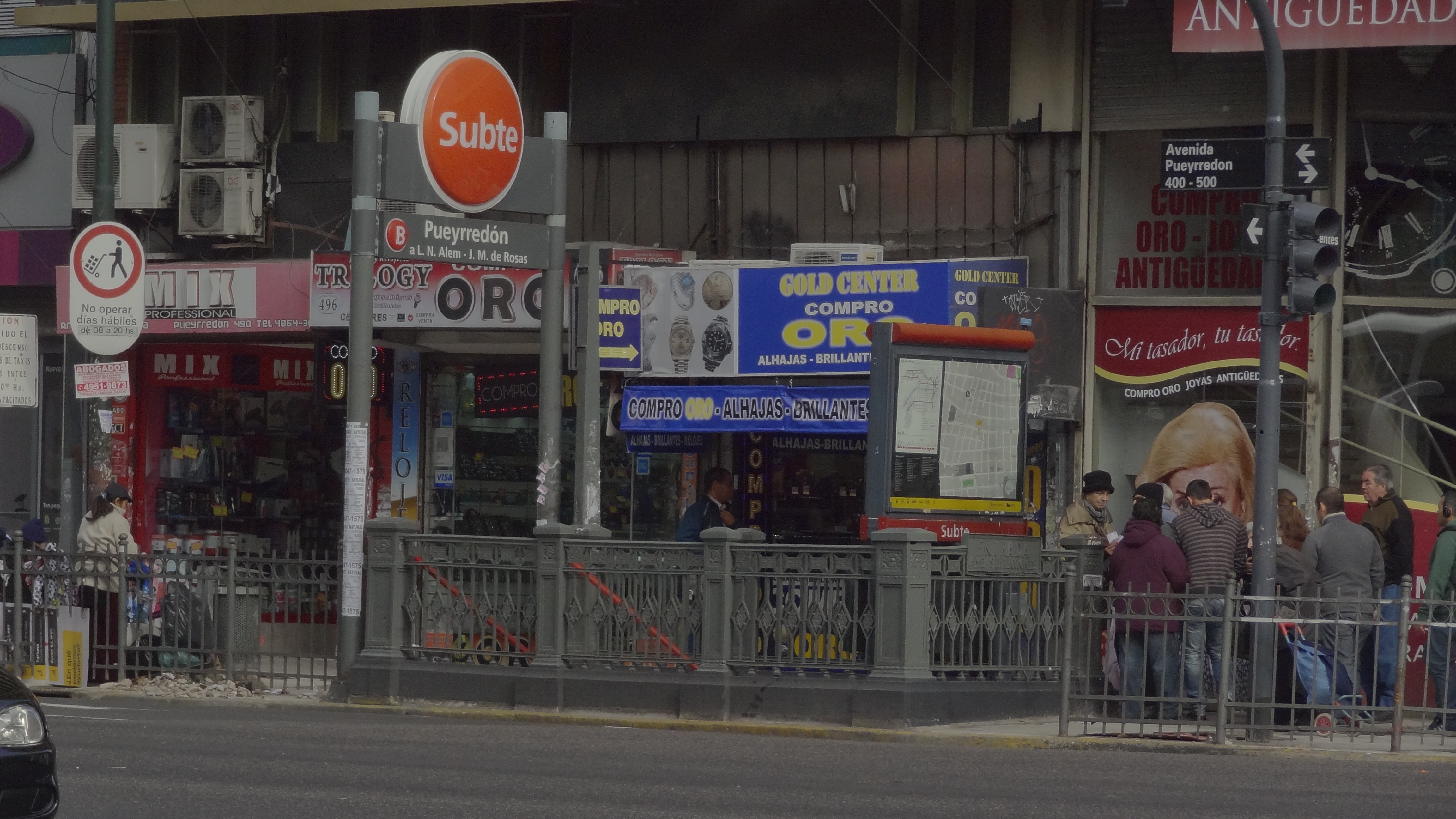
Вход с улицы.

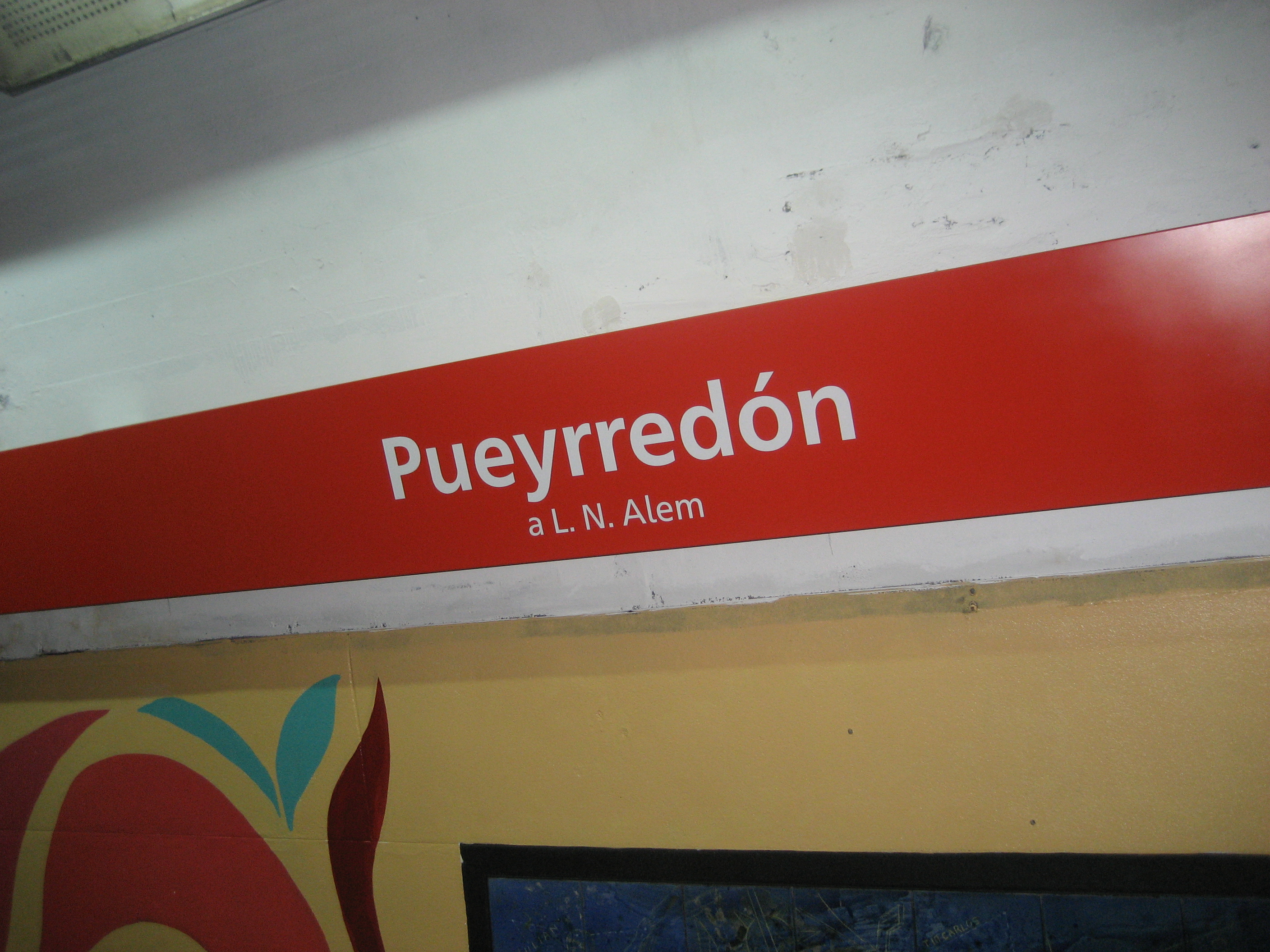
Вестибюль станции
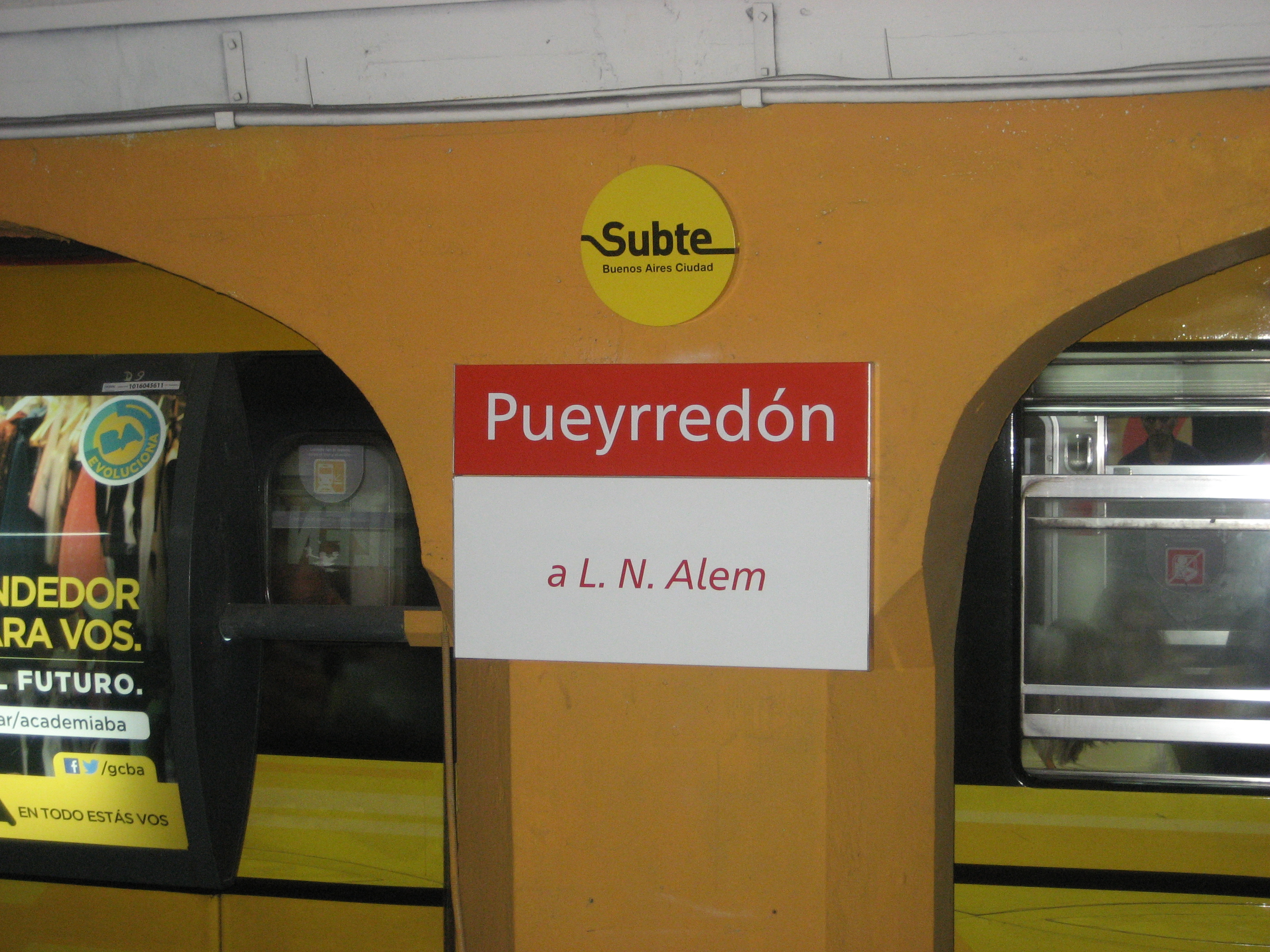
Вестибюль станции
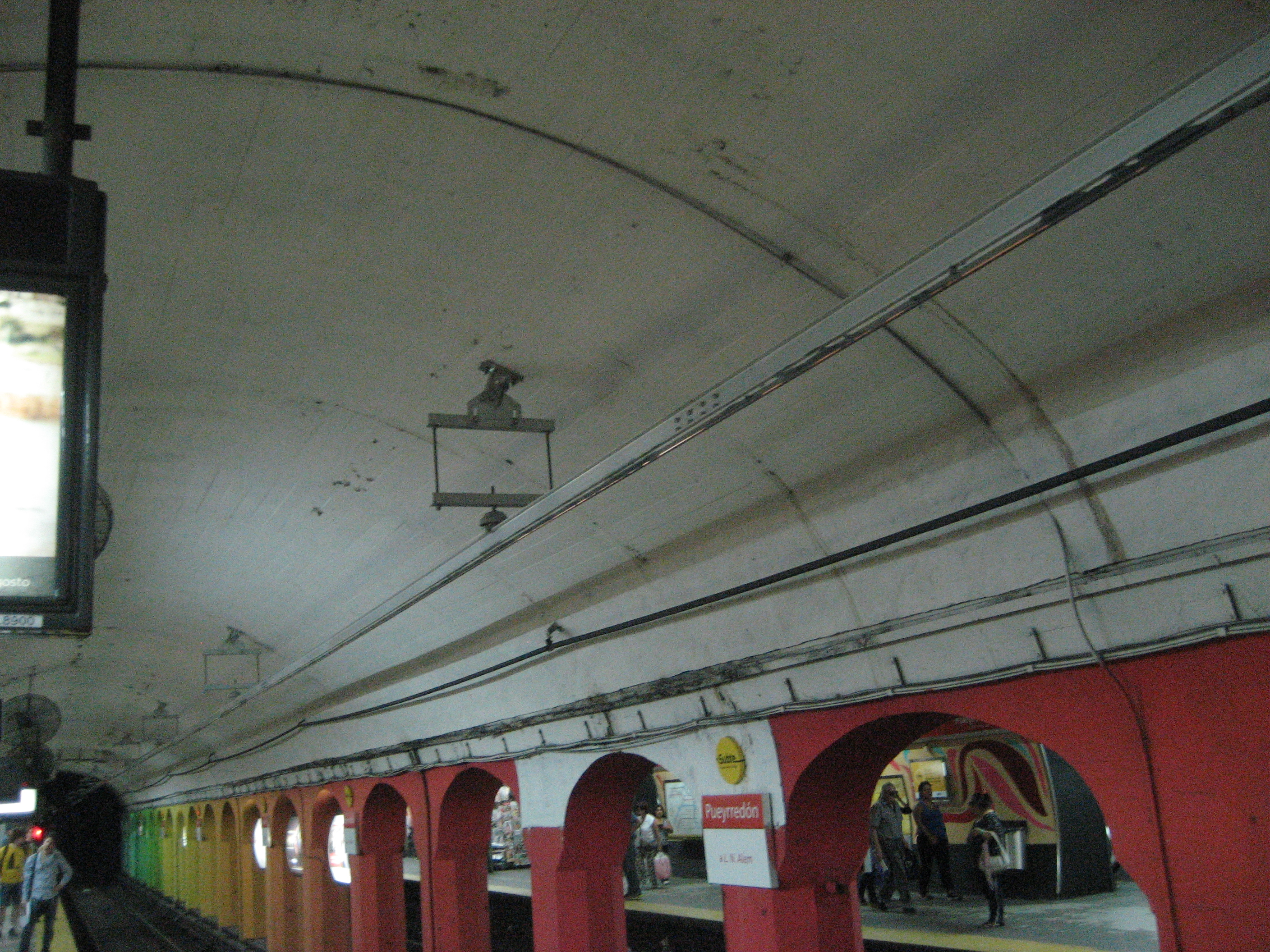
Вестибюль станции